# Edetani

Sprachräume in Iberien, 300 v. Chr.

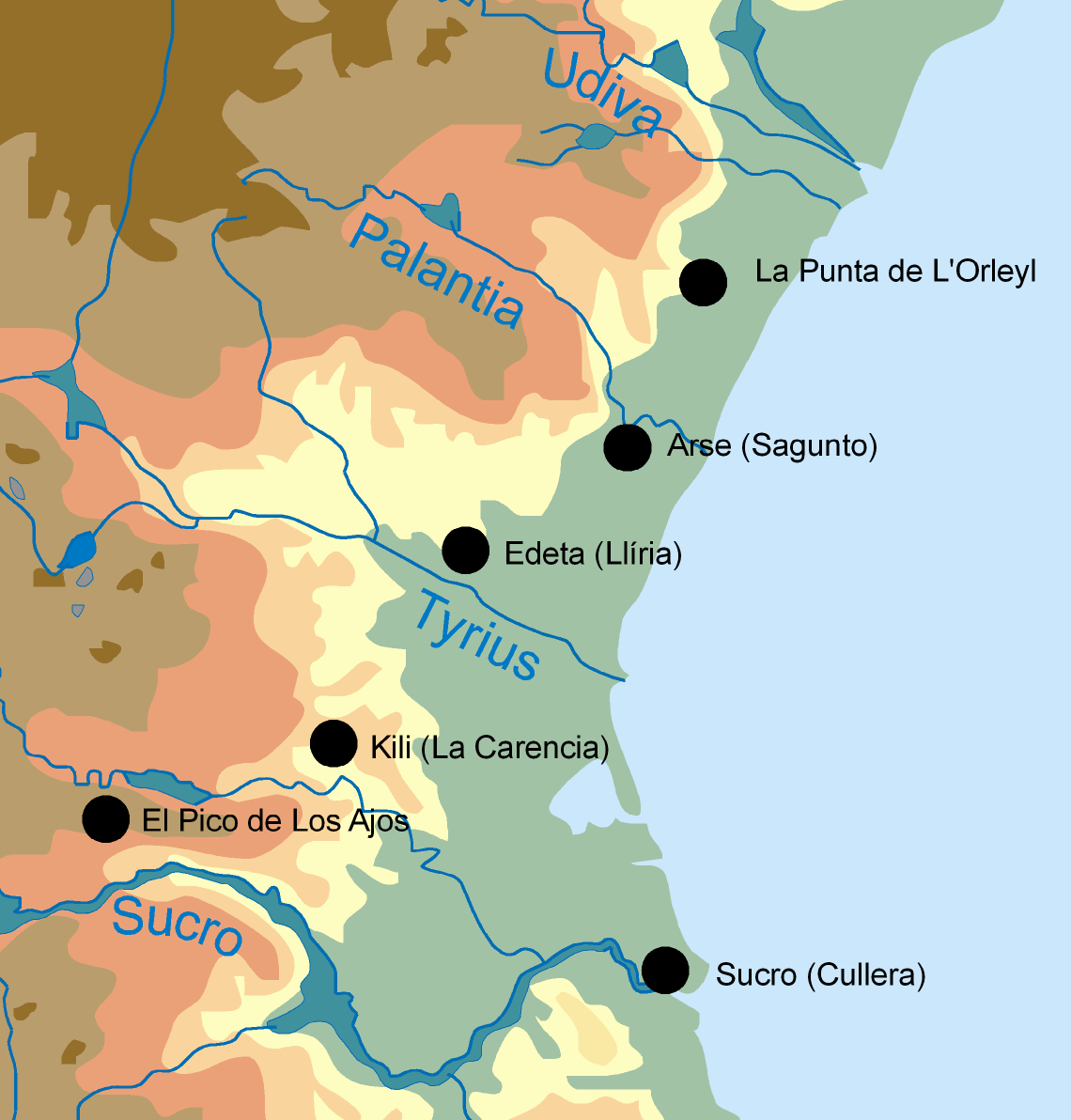
Größere Ansiedlungen um Edeta

Die Edetani oder Edetanii, auf Deutsch Edetaner, waren eine Stammesgruppe der Iberer, die in prähistorischer Zeit auf der Iberischen Halbinsel die Region um das heutige Valencia bewohnte.

## In prähistorischer Zeit
Das Siedlungsgebiet erstreckte sich in etwa zwischen den Flüssen Palancia und Udiva im Norden (an der Grenze zur heutigen Provinz Castellon) und Júcar (valencianisch Xúquer) im Süden (siehe auch Provinz Valencia). Die benachbarten Lobetaner (Lobetani) und Arevaker (Arvatkos) – diese waren Keltiberer – siedelten im Westen.
Es bestanden Kontakte zu phönizischen und griechischen Niederlassungen, u. a. über Sagunt (von dorischen Siedlern gegründet, geriet die Kolonie im Laufe des 5. Jahrhunderts v. Chr. an die Edetaner).
Das administrative Zentrum der ansässigen Bevölkerung war Edeta, eine der bedeutenden iberischen Siedlungen damaliger Zeit. Ursprünglich war diese Stadt im 5. Jahrhundert v. Chr. auf und an einer Hügelkuppe (Tossal) entlang angelegt worden. Das moderne Llíria (spanisch Liria) befindet sich zu Füßen der alten Siedlungsstätte.
Die Erhebung, von welcher die heutige Stadt überblickt werden kann, wird seit dem Mittelalter Tossal de Sant Miquel genannt. Dort befindet sich eine dem heiligen Michael geweihte Klosteranlage (Monestir de Sant Miquel), gegründet im 14. Jahrhundert.
Ansiedlungen der Edetaner umfassten befestigte Weiler auf Höhenrücken ähnlich dem Keltiberischen Castrum, wie das Poblado ibérico del Castellet de Bernabé aus dem 5. vorchristlichen Jahrhundert, Puntal dels Llops und La Torre Seca, sowie rund um Edeta Dörfer, wie La Monravana.

## In historischer Zeit

### Karthagische Expansion
In späterer Zeit gelangten die Edetaner unter Einfluss Karthagos, welches seine Macht im Laufe des 3. Jahrhunderts v. Chr. über die iberische Halbinsel bis zum Ebro ausgebreitet hatte. Sie kämpften im zweiten Punischen Krieg aber auf Seiten der Römer (siehe Schlacht bei Baecula, 208 v. Chr.) unter Publius Cornelius Scipio gegen Hasdrubal Barkas. Die Karthager wurden schließlich 206 v. Chr. aus Hispanien vertrieben.

### Unter römischer Herrschaft
Ab dem 2. Jahrhundert v. Chr. kam zuerst der Osten Iberiens, und damit Edeta, als Provinz Hispania citerior unter römische Kontrolle, die Provinz Hispania ulterior umfasste erst den Süden der Halbinsel, somit ursprünglich karthagische Besitzungen. Weitere Eroberungen gegen die Keltiberer im Westen folgten.
Der Nordwesten (das Gebiet zwischen dem westlichen Ende der Pyrenäen und Galicien sowie Nordportugal) wurde nur langsam von den Römern okkupiert. Zum Ende des 1. Jahrhunderts v. Chr. hin wurde Hispanien schließlich Teil des Imperiums.
Infolge politischer Wirren in Rom (Herrschaft der Popularen) wurden auch die neugewonnenen Provinzen in militärische Konflikte hineingezogen. Der Prätor und Statthalter Quintus Sertorius konnte ab 83 v. Chr. mit seinem Quästor Lucius Hirtuleius für mehrere Jahre eine von Rom unabhängige Herrschaft in den beiden hispanischen Provinzen aufbauen. Er wehrte sich erfolgreich gegen Gnaeus Pompeius Magnus, welcher 76 v. Chr. mit Streitkräften nach Spanien gekommen war, fiel aber schließlich 72 v. Chr. einer Verschwörung zum Opfer.

### Aufgabe Edetas und Gründung Llírias
Nachdem Truppen unter Quintus Sertorius 76 v. Chr. das alte Edeta im Zuge der Auseinandersetzungen zerstörten, begründeten verbliebene Anwohner um die Zeitenwende eine neue Siedlung (das heutige Llíria) in der Ebene.
In späterer Zeit war Llíria, wie Valencia oder Sagunt, weiterhin ein wichtiger Siedlungsplatz in Hispanien, mit Tempelanlage und römischen Bädern (Thermen); dem Orakel-Heiligtum von Mura bzw. dem „Santuario y Termes Romanes de Mura“, sowie Mausoleen – den „Mausoleos romanos“.

## Sprache und Schrift
Man geht davon aus, dass die Edetaner wohl die Iberische Sprache, zumindest in einer eigenen Ausprägung (Dialekt), sprachen. Diese scheint eine isolierte Sprache gewesen zu sein, ist also wohl nicht mit der Keltiberischen Sprache verwandt. Das Iberische war zwischen dem 7. und 1. Jahrhundert v. Chr. in Gebrauch, bis es dann, wie auch das Keltiberische, im Zuge der fortschreitenden Romanisierung (Iberoromanen) von der lateinischen Sprache abgelöst wurde.
Die Edetaner, und benachbarte Gruppen, waren Träger der nordostiberischen Schrift, einer der althispanischen Schriften, die vom 4. bis in das 1. Jahrhundert v. Chr. auf der Iberischen Halbinsel genutzt wurde. Diese weist wiederum starke Ähnlichkeit zur keltiberischen Schrift auf. Längere Texte wurden auf Bleiplatten verfasst; der bisher längste gefundene Text (Los Plomos del Pico de los Ajos) auf mehreren Platten stammt aus der Umgebung Yátovas, welches Teil des Herrschaftsbereichs Edetas war.

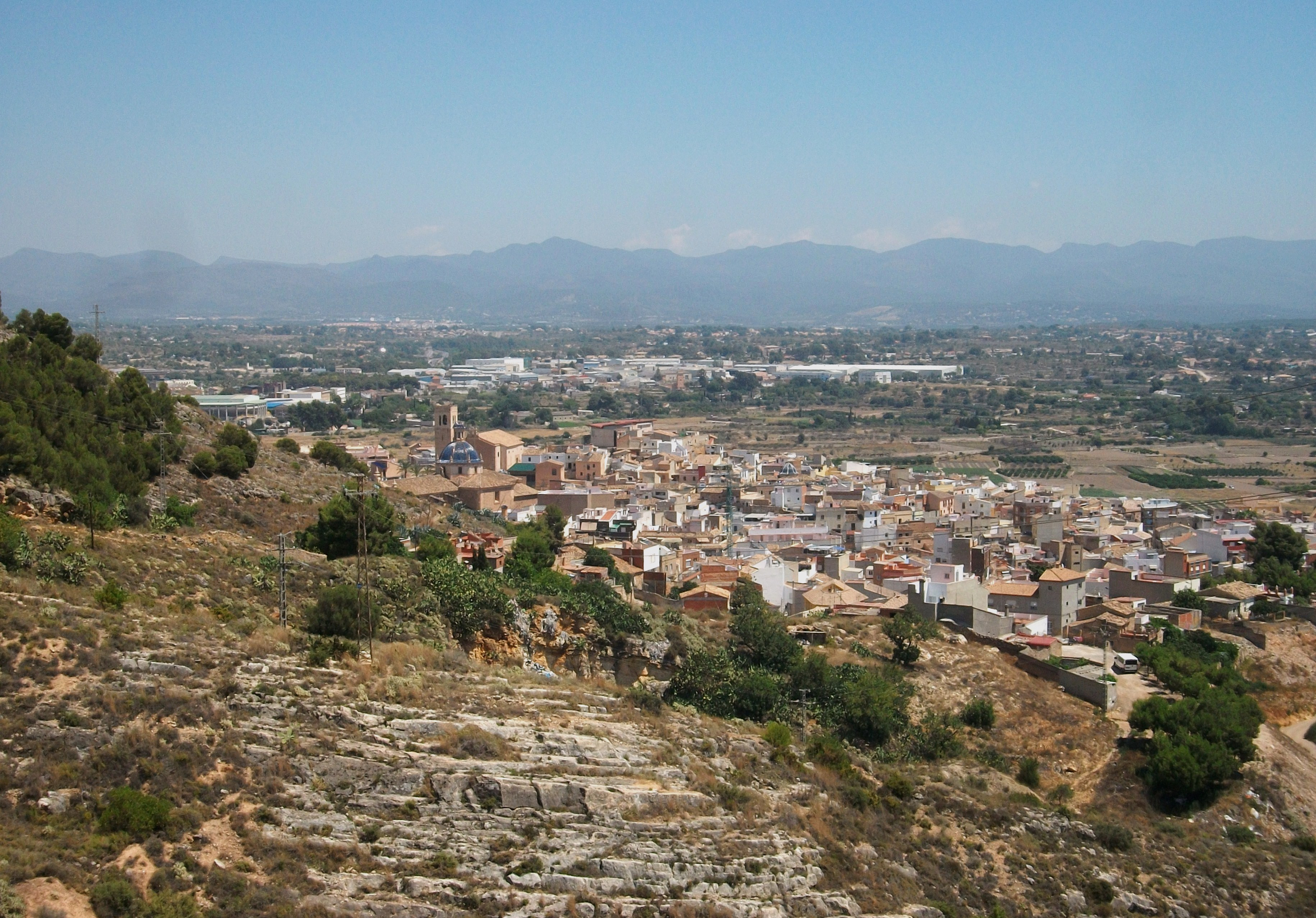
Llíria, von Edeta, Tossal San Miguel
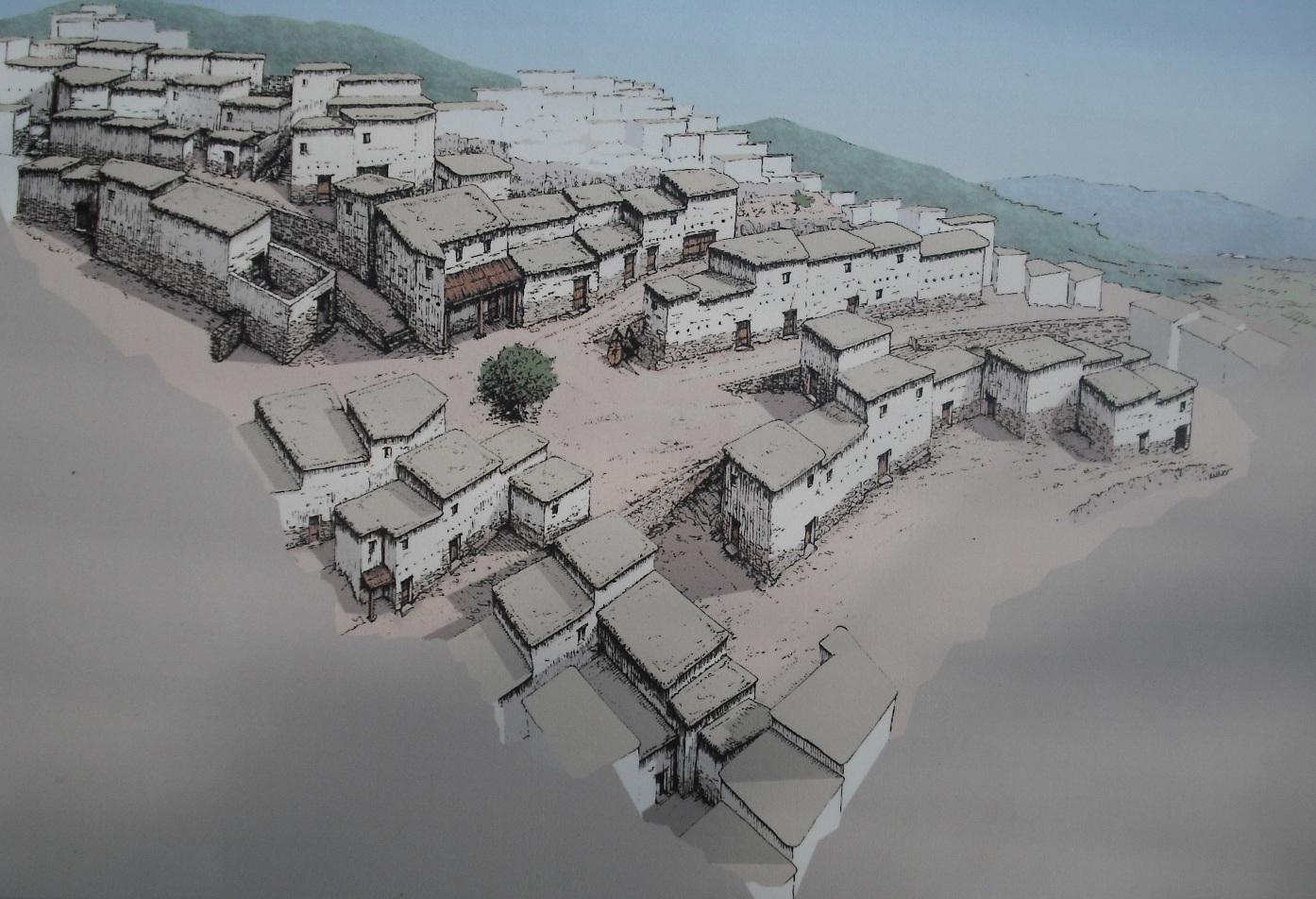
Rekonstruktion, Siedlung Edeta
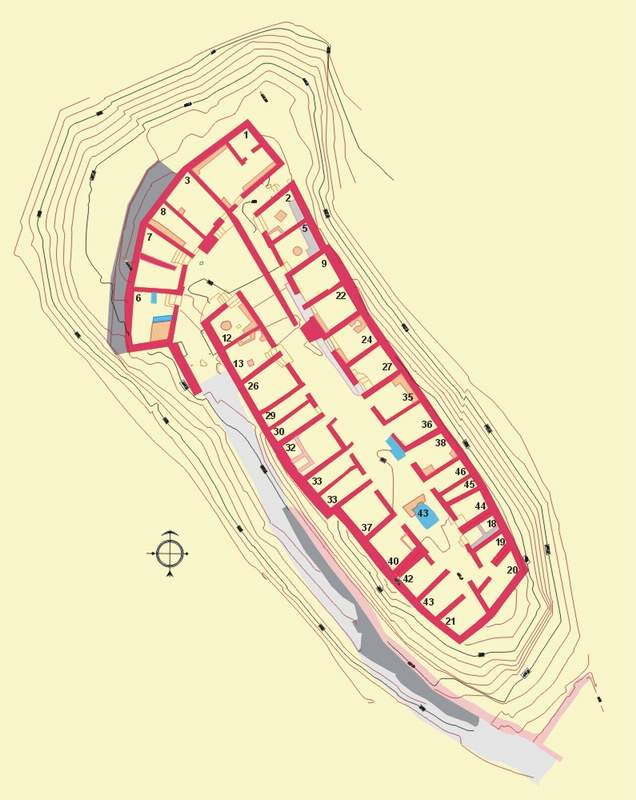
Plan, Siedlung Castellet de Bernabé
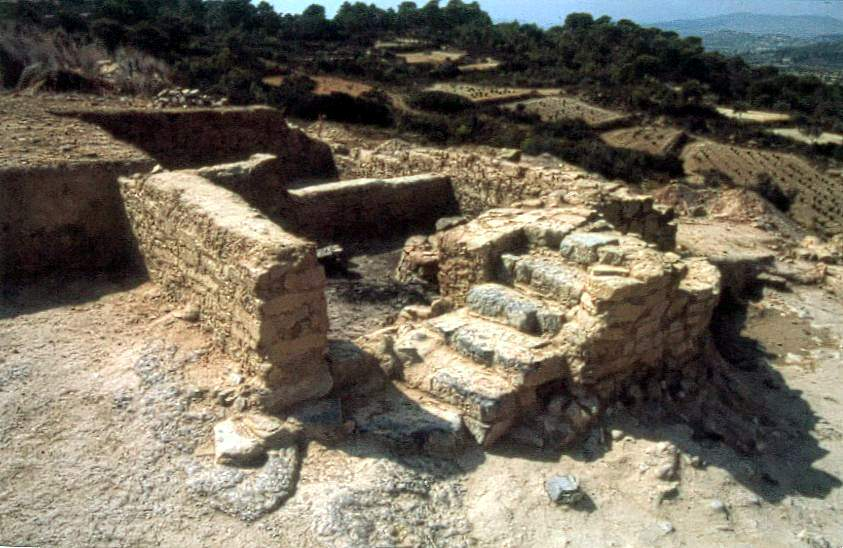
Haus, Siedlung Castellet de Bernabé
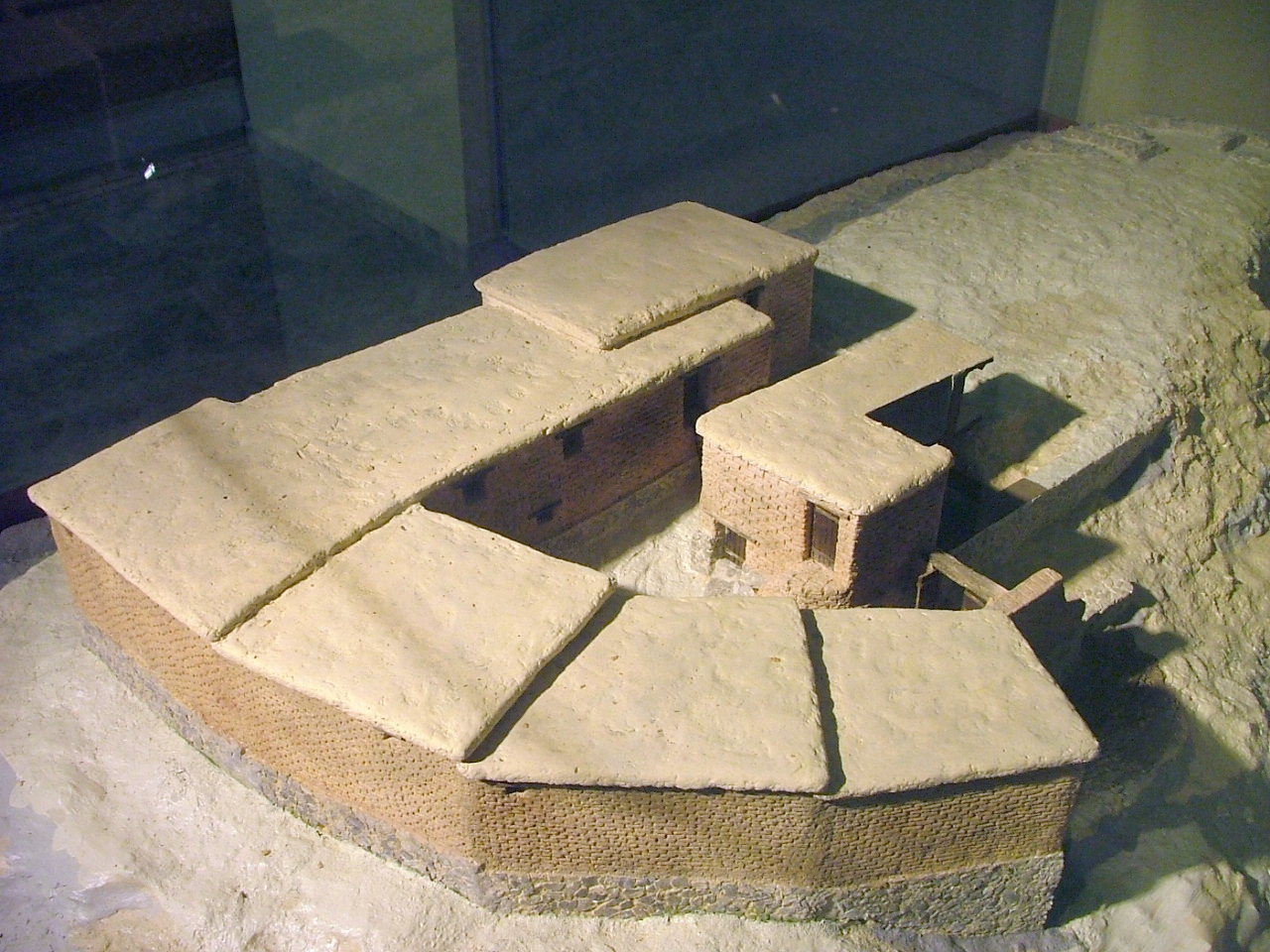
Rekonstruktion, Castellet de Bernabé
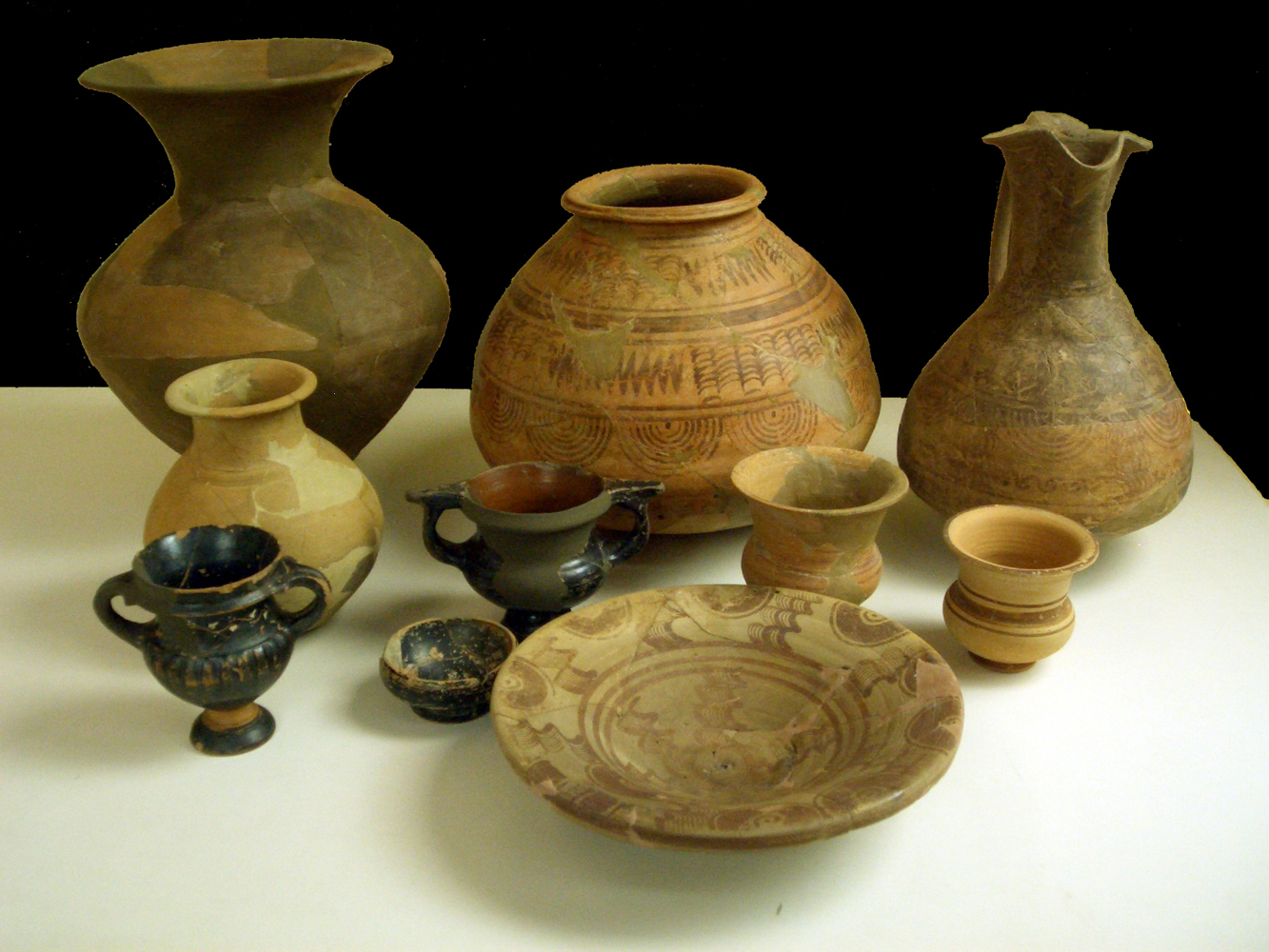
Funde aus dem Castellet de Bernabé
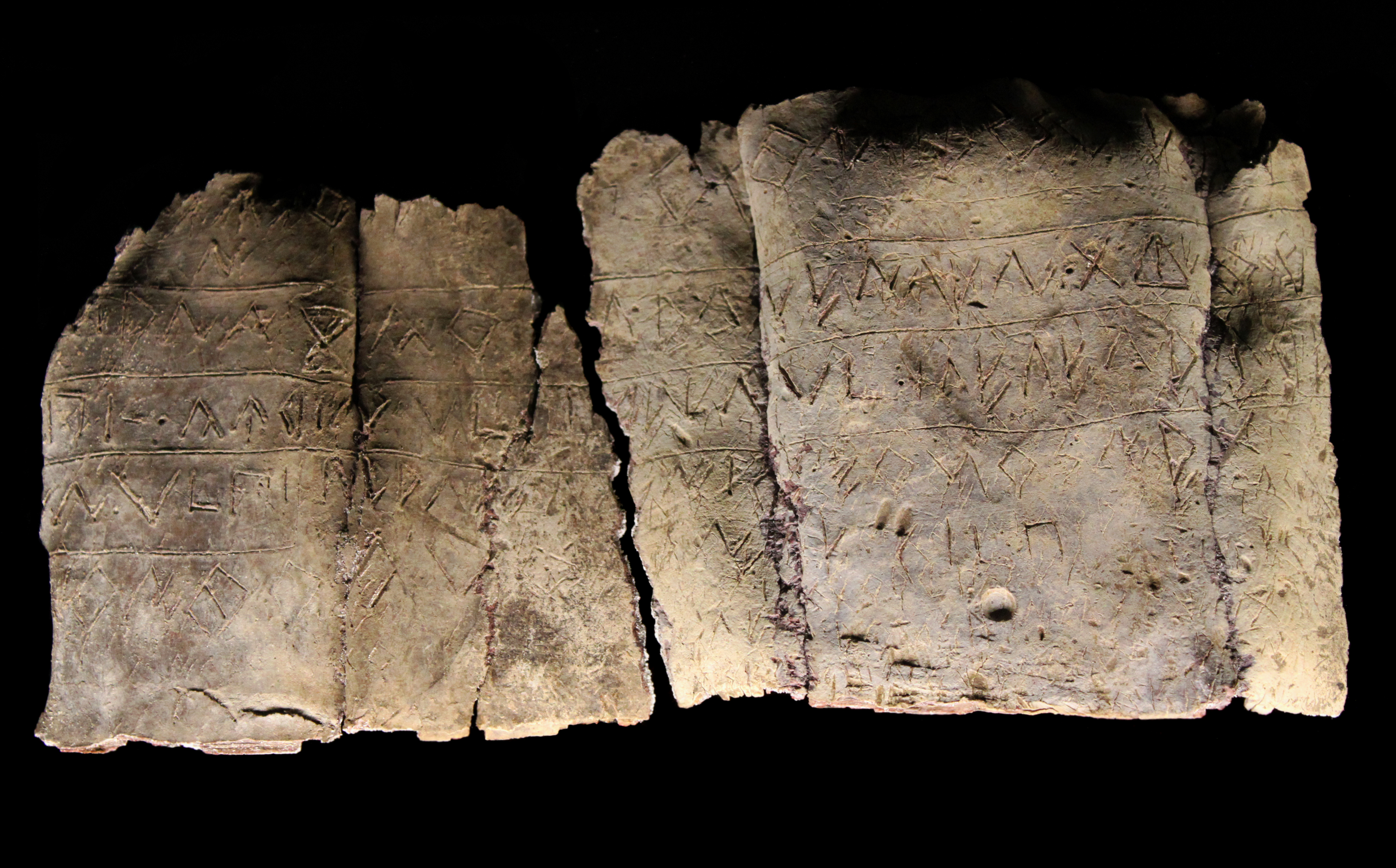
Beschriftete Bleipatte aus Pico de los Ajos (Pico de los Ajos I) mit keltiberischen Texten.